# Calle Monjitas
Calle Monjitas  es una calle del centro de Santiago de Chile, que inicia por el oriente desde la Calle Merced y continua hacia el poniente hasta la Plaza de Armas donde continúa como Calle Catedral.

## Actualidad
En la actualidad la calle alberga importantes edificios históricos y entidades financieras del país.

### Comunidad Edificio Plaza de Armas
Una Comunidad que albergaba a la bohemia literaria chilena de la época. Se extiende por la calle Monjitas en 21 de mayo.

### Centro Médico Monjitas
En el Centro Médico Monjitas se encuentra en la Calle Monjitas esquina Doctor Ducci.

### Universidad de La Serena
La Universidad de La Serena Se encuentra en la intersección de Calle Monjitas con Mosqueto, a pasos de la estación de Metro Bellas Artes.

### ChileCompra
La sede nacional de la Dirección de Compras y Contratación Pública, conocida como ChileCompra, ubicada próxima a la intersección con Calle José Miguel de la Barra.

### Casona Puyó
La Casona Puyó, edificio en estilo neoclásico construido por Emile Jéquier para la familia homónima y que actualmente alberga diversos proyectos culturales.

### Metro de Santiago
Actualmente, esta cubierta en la Línea 5 del Metro de Santiago, en la intersección de Calle Monjitas, y esta en la estación Bellas Artes.